# Các bệnh dịch do nghèo đói
Các bệnh dịch do nghèo đói là các bệnh dịch thường xuất hiện hơn trong người nghèo so với trong những người giàu có hơn. Trong nhiều trường hợp nghèo đói là yếu tố nguy cơ hàng đầu của những bệnh đó, và trong một số trường hợp bệnh dịch có thể (hay được cho là) gây ra nghèo đói. Các bệnh dịch đó trái ngược với các bệnh dịch do sự sung túc là các bệnh dịch được cho là một kết quả của sự gia tăng giàu có trong một xã hội.

## Các ví dụ
Ba bệnh dịch chủ yếu của sự nghèo đói là AIDS, sốt rét, và lao. Các quốc gia đang phát triển chiếm 95% bệnh nhân AIDS toàn cầu và 98% trường hợp lây nhiễm lao chủ động. Hơn nữa, 90% trường hợp tử vong vì sốt rét xảy ra tại châu Phi hạ Sahara.  Tổng cộng, ba bệnh dịch này chiếm gây ra 10% trường hợp tử vong toàn cầu.
Ba bệnh dịch khác, sởi, viêm phổi, và tiêu chảy cũng liên quan chặt chẽ tới nghèo đói, và thường đi cùng với AIDS, sốt rét và lao trong các định nghĩa và thảo luận ở nghĩa rộng hơn về các bệnh dịch từ sự nghèo đói  Lưu trữ ngày 3 tháng 7 năm 2009 tại Wayback Machine.  Cuối cùng, tỷ lệ tử vong trẻ sơ sinh và tỷ lệ tử vong bà mẹ cũng thường cao hơn trong nhóm người nghèo. Ví dụ, 98% trong 11.600 ca tử vong bà mẹ và trẻ sơ sinh xảy ra tại các nước đang phát triển.  Tổng cộng, các bệnh dịch vì sự nghèo đói giết hại xấp xỉ 14 triệu người mỗi năm.  Tuy nhiên, các kết quả một phần được công bố trong cuộc nghiên cứu tháng 10 năm 2009 về các bệnh dịch tiêu chảy cho thấy chỉ riêng chúng đã làm thiệt mạng 2.6 triệu người mỗi năm, cao hơn so với con số được ước tính trước kia.

## Các cơ cấu và nguyên nhân
Vì nhiều lý do môi trường và xã hội, gồm cả không gian sống chật chội và các điều kiện làm việc, không đủ vệ sinh, và công việc không đều như công nhân tình dục, người nghèo thường có nguy cơ phơi nhiễm với cao hơn với các bệnh nhiễm trùng. Suy dinh dưỡng, stress, làm việc quá sức, và sự tiếp cận không đầy đủ, không thể tiếp cận hay không có dịch vụ y tế có thể gây trở ngại tới quá trình bình phục và vượt qua bệnh tật. Suy dinh dưỡng đi liền với 54% ca tử vong của trẻ em bởi các bệnh dịch do đói nghèo, và sự thiếu hụt các kỹ năng cham sóc trong khi sinh là lý do hàng đầu cho các tỷ lệ tử vong bà mẹ và trẻ em cao của người nghèo.

## Hậu quả
Các bệnh dịch do đói nghèo phản ánh mối quanh hệ động lực giữa nghèo đói và sức khoẻ kém; trong khi các bệnh dịch đó có nguyên nhân trực tiếp từ nghèo đói, chúng cũng có thể tồn tại dai dẳng và làm nghiêm trọng hơn tình trạng nghèo đói bằng cách làm cạn kiệt các nguồn tài nguyên sức khoẻ và tài chính của cá nhân và quốc gia. Ví dụ, các bệnh dịch sốt rét làm giảm tăng trưởng GDP tới 1.3% tại một số quốc gia đang phát triển, và giết hại hàng chục triệu người chỉ riêng tại châu Phi hạ Sahara, chỉ riêng bệnh AIDS đe doạ "các nền kinh tế, cơ cấu xã hội, và sự ổn định của toàn bộ các xã hội" Lưu trữ ngày 8 tháng 11 năm 2012 tại Wayback Machine Lưu trữ ngày 6 tháng 8 năm 2009 tại Wayback Machine.

## Các bệnh dịch như một nguyên nhân của sự nghèo đói
Một số bệnh dịch được cho là gây ra đói nghèo với một số cá nhân; nhiều bệnh dịch trong số đó là bệnh về thần kinh ảnh hưởng tới việc hoà nhập xã hội, nhận thức, và khả năng tri thức. Chúng bao gồm tự kỷ, tâm thần phân liệt, rối loạn nhân cách chống xã hội, và một số bệnh về thần kinh gây ra bởi sự lạm dụng thể chất hay chấn thương tâm lý.